# Barry Cunliffe
Barrington Windsor Cunliffe, CBE (nascido em 10 de dezembro de 1939), mais conhecido como Barry Cunliffe, é um arqueólogo e acadêmico britânico que foi professor de arqueologia europeia na Universidade de Oxford de 1972 a 2008. Desde 2008 é professor emérito.